# Чорний Пітер
«Чо́рний Пі́тер» (англ. The Adventure of Black Peter) — твір із серії «Повернення Шерлока Холмса» шотландського письменника Артура Конана Дойля. Уперше опубліковано Strand Magazine у 1903 році.

## Сюжет

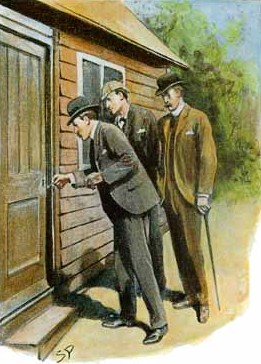
Холмс, Вотсон і Хопікнс біля «каюти»

У Форест Роу, що у Вельді, скоєне вбивство гарпуном. Молодий інспектор Стенлі Хопкінс звертається до Шерлока Холмса, якого вважав своїм наставником, за допомогою. Холмс визначив, що вбивця володіє чималою силою, якої достатньо, щоб з першого разу приткнути людину гарпуном до стіни.
Жертва — 50-річний Пітер Кері, колишній майстер корабля «Єдиноріг Данді». Він був неприємною людиною, особливо, коли був п'яним. Свою негативну репутацію через те, що був насильником, до суду не притягався лише через те, що напав на місцевого вікарія. Його донька навіть зраділа, що він помер. Вона з матір'ю весь час, як батько пішов з роботи, страждала. Він у будинку не спав, ночував у окремому будинку, «каюті», як він його називав, який він побудував неподалік від будинку. Його будиночок був прикрашений зсередини як судно моряка. Тут його тіло і було знайдено. Хопкінс не зміг знайти будь-яких слідів вбивці.
Було виявлено на місці вбивства кисет з тюленячої шкіри та з ініціалами «П. К.» (англ. P. C.), заповнений міцним тютюном. Це було дивною знахідкою, адже Чорний Пітер, як називали Кері люди, рідко курив.
Муляр Слейтер бачив тінь голови у вікні «каюти» Пітера, і він упевнений, що то був не господар. На наступний день Пітер був у жахливому настрої, а вночі, близько двох годин, його донька почула страшенний крик з будинку батька. Вбивство було виявлено опівдні, коли донька з матір'ю набрались мужності зайти до будинк у Пітера Кері.
Чорний Пітер був одягнений, що говорило, що він чекав на візит. На столі стояли дві пусті склянки, з яких було чутно запах рому. У будинку були пляшки з ромом та бренді, але обидві були непочаті.
Було знайдено маленький записничок з ініціалами «Дж. Х. Н.» (англ. J. H. N.) і з поміченим роком «1883». На другій сторінці також були знайдені літери «К. Т. З.» (англ. C. P. R.), які Холмс розтлумачив як «Канадська Тихоокеанська залізниця» (англ. Canadian Pacific Railway). Перші літери були ініціалами, певно, біржового маклера. Гроші часто стають мотивом вбивства.
Холмс прямує у Форест Роу, по прибутті Хопкінса зазначає, що хтось спробував прорватись до «каюти». Холмс вважає, що злодій неодмінно спробує ще раз пробратись до будинку.
Оглядаючи будиночок, Холмс зауважує, що одному місці зник пил, що свідчить, що там щось стояло, що було прибрано звідти.
З наближенням ночі Холмс, Вотсон і Хопкінс почали слідкувати за «каютою». Через деякий час, до будиночку проривається невідомий і починає рискати по журналах Чорного Пітера. Вирвавши листок, він збирався іти, але Хопкінс його арештував.

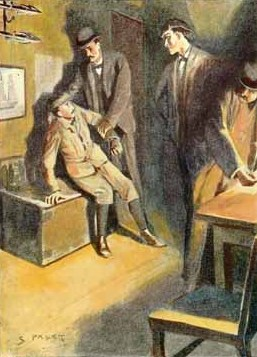
Виявлення Джона Хоплі Нелігана

Невідомого звати Джон Хоплі Неліган, що відповідає ініціалам у записнику, син давно зниклого, збанкрутілого банкіра. Його батько зник з коробкою з цінними паперами, після банкрутства його банку. Він взяв їх на борту однієї яхти в Норвегії. У Північному морі човен батька і корабель Чорного Пітера зіткнулися. Джон вважає, що Кері знав щось про зникнення його батька, і що, можливо, його батько був убитий людиною, який зараз сам став жертвою вбивства.
Хопкінс затримує Нелігана, хоч той і присягається, що не має ніякого відношення до вбивства. Холмс йому вірить, адже Джон людина звичайної статури, йому було б важко пришпорити людину гарпуном.
Холмс рятує Нелігана він шибениці, знайшовши справжнього незвичайним способом. Він дає рекламу, в якій начебто він, капітан далекого плавання Безіл, шукає гарпунера. До нього з'являються три чоловіка, один з яких дійсно вбив Чорного Пітера. Це підтверджується його ім'ям — Патрік Кернс (кисет у «каюті» належав йому), а також тим, що він колись товаришував з капітаном Кері. Холмс був впевнений, що вбивця захотів би кудись виїхати з країни на певний час.
Кернса заарештовують, хоч той і стверджує, що вбив Кері задля самооборони. У ту ніч він прийшов до Пітера за грошима. Батько Нелігана дійсно був на борту «Єдинорога», Кері вбив його, кинувши за борт, думаючи, що цього ніхто не бачить, але Кернс слідкував за цим.
Ром був ще одним ключем. Холмс був впевнений, що вбивця моряк, оскільки з усіх напоїв надав перевагу саме рому.
Нелігана було звільнено й цінні папери були йому віддані, хоча Кері продав частину з них, що знецінювало ту частину, що лишилася у Джона.